# Nabruska, Manevîci
Nabruska (în ucraineană Набруска) este un sat în comuna Nova Ruda din raionul Manevîci, regiunea Volînia, Ucraina.

## Demografie
Componența lingvistică a localității Nabruska
     Ucraineană (100%)
Conform recensământului din 2001, toată populația localității Nabruska era vorbitoare de ucraineană (100%).